# Mauro Vila Bejarano
Mauro Mauricio Vila Bejarano es un arquitecto y político peruano. Fue alcalde del distrito de Sapallanga entre 1999 y 2002.
Nació en el distrito de Sapallanga, provincia de Huancayo, departamento de Junín, el 9 de noviembre de 1967. Cursó sus estudios primarios en la ciudad Huancayo. Cursó estudios superiores de economía en la Universidad Nacional del Centro del Perú.
Participó en las elecciones municipales de 1998 como candidato del movimiento independiente Somos Perú a la alcaldía del distrito de Sapallanga. Luego de su gestión tentó sin éxito diversos cargos públicos. Su reelección en la alcaldía de Sapallanga la buscó en las elecciones municipales de 2006, la alcaldía provincial de Huancayo en las elecciones del 2002, el cargo de consejero regional en las elecciones regionales del 2010, el cargo de gobernador regional de Junín en las elecciones regionales del 2018 y el cargo de congresista por Junín en las elecciones generales del 2011 y del 2016.